# ジョン・コンプトン
ジョン・コンプトン（Sir John George Melvin Compton, 1925年4月29日 - 2007年9月7日）は、セントルシアの政治家。3度にわたって同国の首相を務めた。イギリス植民地であった1964年から1979年までセントルシアを率いて、1979年の独立後は最初の首相に就任した。その後、1982年から1996年に再び首相を務め、2006年から3回目となる首相に就任していたが、在任中の2007年9月7日に急逝した。

## 経歴

### 生い立ち
1925年、セントビンセント・グレナディーンのカノーアン島に生まれ、セントルシアには1939年に渡っている。1948年から1949年にかけてウェールズ大学で経済学と法学を学び、その後1951年までロンドン・スクール・オブ・エコノミクスで学んだ。
1954年に行われた選挙に、ミクッド・デナリー地区から無所属で立候補し当選を果たす。その後セントルシア労働党（SLP）に加わり、1958年には貿易生産相に就任するとともにジョージ・チャールズの下でSLPの副党首にもなった。しかしその後、チャールズの方針に反対してSLPを去り、他のメンバーと共に新たに国民労働運動党を旗揚げした。
1964年、他の野党と共に統一労働者党（UWP）を結成した。同年6月に行われた選挙でUWPは勝利を収めた。

### イギリス植民地時代
コンプトンは、セントルシアの独立のために活動を行った。セントルシアがイギリスの自由連合になった際には、より独立に近づくための動きとして島内の問題を担当するセントルシアの政府を置き、1967年3月1日に首相に就任した。そこに至る過程として、コンプトンは1966年の4月から5月にかけて行われた議会において、イギリス政府を「異なる人種のための二級市民権」を助長しているとして非難し解決を求めた。1968年に結婚。妻との間にその後5人の子供が誕生している。1974年に行われた選挙でUWPが勝利を収めたことから、コンプトンは独立に向けての交渉をさらに進め、1979年2月22日にセントルシアは独立を果たしてコンプトンは初代の首相に就任した。

### 政界引退まで
しかし独立後に行われた最初の選挙でUWPはSLPに敗北し、コンプトンは辞任し野党党首として政治活動を続けることとなった。その後、SLP政権は1982年1月に倒れ、同年5月に行われた選挙でUWPが再び与党となったことから、コンプトンは政権に返り咲くこととなった。1996年に後継者であるヴォーン・ルイスに政権を譲るまで首相を務め、政権禅譲後は法律顧問となった。
首相在任中のコンプトンは、保守的で親西側諸国、反共産主義の方針を打ち出していた。またカリブ海地域における地域統合にも精力的に取り組んでおり、1996年に公職を退く際にも心残りの点として「ばらばらになった人たちがカリブ海の上に散らばっている」と言及している。

### 政界復帰
2005年3月13日にスフレで行われたUWPの党大会で、ヴォーン・ルイス135票に対してコンプトンが260票を獲得し、再び党首に選出された。当時79歳のコンプトンが党首に就任したことに対し、当時政権党であったSLPからは「古臭い」と揶揄されたが、コンプトンは翌2006年12月11日に行われた選挙でUWPを大勝に導いた。コンプトン自身もミクッド北部の選挙区から立候補し、SLPのサイラス・ウィルソンに圧勝して当選を果たした。12月15日に3度目となる首相に就任し、19日に自身が蔵相を兼ねる組閣を行った。
2006年の選挙立候補の際、高齢であるためどれほど政界で活動できるかという疑問に直面した。しかし、コンプトンは「オリンピックに出場する準備はしていなかったが、国のリーダーシップをとる準備はできている」と語ったと言われている。

### 任期中の急逝
2007年5月1日、定期健康診断のため訪れていたニューヨークで入院。19日にはセントルシアに戻り、6月上旬には内閣改造を行った。この際、それまで兼任していた蔵相をスティーブンソン・キング首相代理に引き継いでいる。7月11日には他の閣僚らとの会議にも出席した。
しかし7月下旬、2007年末までに辞任することを表明。8月26日にはカストリーズのタピオン病院で肺炎による感染症で呼吸困難が発生していることがわかった。9月1日に肺炎治療のためマルティニークに渡ったが、病気は悪化し、人工呼吸器が必要な状態に陥る。4日、医師が「回復は絶望的」と判断したため、5日に再びセントルシアに戻り、7日にタピオン病院で息を引き取った。首相代理のスティーブンソン・キングは、8日から2週間に渡って追悼の期間とすることを宣言した。
コンプトンの国葬は、9月18日にカストリーズで行われた。翌19日に火葬が行われ、生前の希望により灰は彼の地元の川に流された。